# Питер, Джон
Виктор Джон (Ви Джей) Питер (англ. Victor John (V. J.) Peter, 19 июня 1937, Мадрас, Британская Индия — 30 июня 1998, Ченнаи) — индийский хоккеист (хоккей на траве), нападающий. Олимпийский чемпион 1964 года, серебряный призёр летних Олимпийских игр 1960 года, бронзовый призёр летних Олимпийских игр 1968 года.

## Биография
Джон Питер родился 19 июня 1937 года в индийском городе Мадрас (сейчас Ченнаи).
Играл в хоккей на траве за «Мадрас Инженир Груп» и «Сервисез» из Нью-Дели.
В 1960 году вошёл в состав сборной Индии по хоккею на траве на Олимпийских играх в Риме и завоевал серебряную медаль. Играл на позиции нападающего, провёл 6 матчей, забил (по имеющимся данным) 3 мяча (два в ворота сборной Дании, один — Новой Зеландии).
В 1964 году вошёл в состав сборной Индии по хоккею на траве на Олимпийских играх в Токио и завоевал золотую медаль. Играл на позиции нападающего, провёл 6 матчей, забил 1 мяч в ворота сборной Нидерландов.
В 1966 году в составе сборной Индии по хоккею на траве завоевал золотую медаль на летних Азиатских играх в Бангкоке.
В 1968 году вошёл в состав сборной Индии по хоккею на траве на Олимпийских играх в Мехико и завоевал золотую медаль. Играл на позиции нападающего, провёл 8 матчей, мячей не забивал.
Умер 30 июня 1998 года в Ченнаи после непродолжительной болезни.

## Семья
Был женат на Шанти Мэри. Вырастили пятерых детей: сыновей Кристофера и Самсона, дочерей Аниту, Джерри и Жаклин Мэри.
Младший брат Джона Питерса Виктор Филлипс (род. 1950) также играл за сборную Индии по хоккею на траве. В 1975 году выиграл чемпионат мира, в 1972 году завоевал бронзу на летних Олимпийских играх в Мюнхене, в 1976 году участвовал в летних Олимпийских играх в Монреале.

## Память
В 1966 году был изображён на индийской почтовой марке, посвящённой победе сборной Индии по хоккею на траве на летних Азиатских играх.